# 日本血液学会
一般社団法人日本血液学会（にほんけつえきがっかい、英語名 The Japanese Society of Hematology）は、血液学の発展を目的として、1938年（昭和13年）に設立された学会。
事務所を京都市中京区烏丸通二条下ル秋野々町518番地前田エスエヌビル8階、及び、東京都文京区本郷3-28-8日内会館8階の2ヵ所に設置している。

## 研究支援事業
- 学術調査、人材育成、普及啓発など[1]

## 学会誌
- 『International Journal of Hematology（IJH）』（英文 年12回）
- 『臨床血液 The Japanese Journal of Clinical Hematology』（和文 年12回）

## ガイドライン
- サリドマイドガイドライン[2]